# Aquilonastra scobinata
Aquilonastra scobinata är en sjöstjärneart som först beskrevs av Livingstone 1933.  Aquilonastra scobinata ingår i släktet Aquilonastra och familjen Asterinidae. Inga underarter finns listade i Catalogue of Life.